# Ziziphus cotinifolia
Ziziphus cotinifolia är en brakvedsväxtart som beskrevs av Reiss.. Ziziphus cotinifolia ingår i släktet Ziziphus och familjen brakvedsväxter. Inga underarter finns listade i Catalogue of Life.